# FC Nantes (női csapat)
A FC Nantes női labdarúgócsapatát 2012-ben Nantes-ban hozták létre. A francia másodosztályú bajnokság tagja.

## Klubtörténet
Az FC Nantes női szakosztályának megalapítása 2012-re vezethető vissza, ám ekkor még csak utánpótlás együtteseket hoztak létre kifejezetten a versenyképesség fejlesztése érdekében. Két évvel később nevezték magukat Loire-Atlantique területi bajnokságába. A sikerek gyorsan jöttek és a 2017–18-as szezonban már a regionális divizió legfelsőbb szintjén játszhattak és a pontvadászat második helyét megszerezve 2019 nyarán a másodosztály résztvevői lettek.

## Játékoskeret
2022. szeptember 18-tól
| #  |     | Poszt | Név                 |
| -- | --- | ----- | ------------------- |
| 1  | CAN | K     | Taylor Beitz        |
| 16 | FRA | K     | Mélodie Carré       |
| 40 | FRA | K     | Lisa Lebrun         |
|    | FRA | K     | Emma Durand         |
| 2  | FRA | V     | Elise Bonet         |
| 3  | GER | V     | Rachel Avant        |
| 4  | POR | V     | Clara Moreira       |
| 5  | FRA | V     | Lola Boisset        |
| 12 | FRA | V     | Candice Charbonnier |
| 29 | FRA | V     | Charlotte Lorgeré   |
|    | FRA | V     | Aurélie Gagnet      |
|    | FRA | V     | Roxanne Manceau     |
|    | FRA | V     | Anaïs Messager      |
|    | FRA | V     | Élodie Dinglor      |
|    | FRA | V     | Pauline Dhaeyer     |
| 6  | FRA | KP    | Anaële Le Moguédec  |
| 8  | FRA | KP    | Audrey Delorme      |

| #  |     | Poszt | Név                 |
| -- | --- | ----- | ------------------- |
| 13 | FRA | KP    | Camille Robillard   |
| 14 | FRA | KP    | Jade Nassi          |
| 19 | FRA | KP    | Claire Lelarge      |
| 28 | FRA | KP    | Juliette Mossard    |
|    | ALG | KP    | Sylia Koui          |
|    | FRA | KP    | Leïla Peneau        |
|    | FRA | KP    | Margaux Bueno       |
|    | FRA | KP    | Marine Pervier      |
| 7  | LEB | CS    | Pilar Khoury        |
| 9  | SEN | CS    | Seynabou Mbengue    |
| 11 | HAI | CS    | Roseline Éloissaint |
| 18 | FRA | CS    | Kenza Chapelle      |
| 21 | FRA | KP    | Laureen Oillic      |
| 23 | ROM | CS    | Anne-Marie Bănuță   |
| 25 | USA | CS    | Ashley Cardozo      |
| 9  | FRA | CS    | Océane Ringenbach   |

## Korábbi híres játékosok
| - Éva Allice - Amandine Béché - Hillary Diaz - Elia Douet - Thelma Eninger - Mélany Goutard - Fanny Hoarau - Derwella Malbo - Claire Micheneau - Raphaelle Odet - Sherly Jeudy - Kinga Szemik |